# Mevo Horon
Mevo Horon (Hebreeuws: מְבוֹא חוֹרוֹן) is een Israëlische nederzetting en religieuze moshav shitufi op de bezette Westelijke Jordaanoever. De nederzetting ligt nabij Latrun en Modi'ien-Makkabiem-Re'oet, het behoort tot de jurisdictie van de Israëlische Regionale raad van Mateh Binyamin. De nederzetting werd hier gesticht in 1970 door de leden van de Ezra Jeugdbeweging. In 2007 had het een inwoneraantal van 1.200 en in 2022 2669.
De internationale gemeenschap beschouwt de Israëlische nederzettingen op de bezette Westelijke Jordaanoever als illegaal volgens internationaal recht, maar de Israëlische overheid bestrijdt dit.
Ten zuidwesten van Mevo Horon ligt Canada Park, grotendeels ook binnen de Groene Lijn op bezet Palestijns grondgebied.

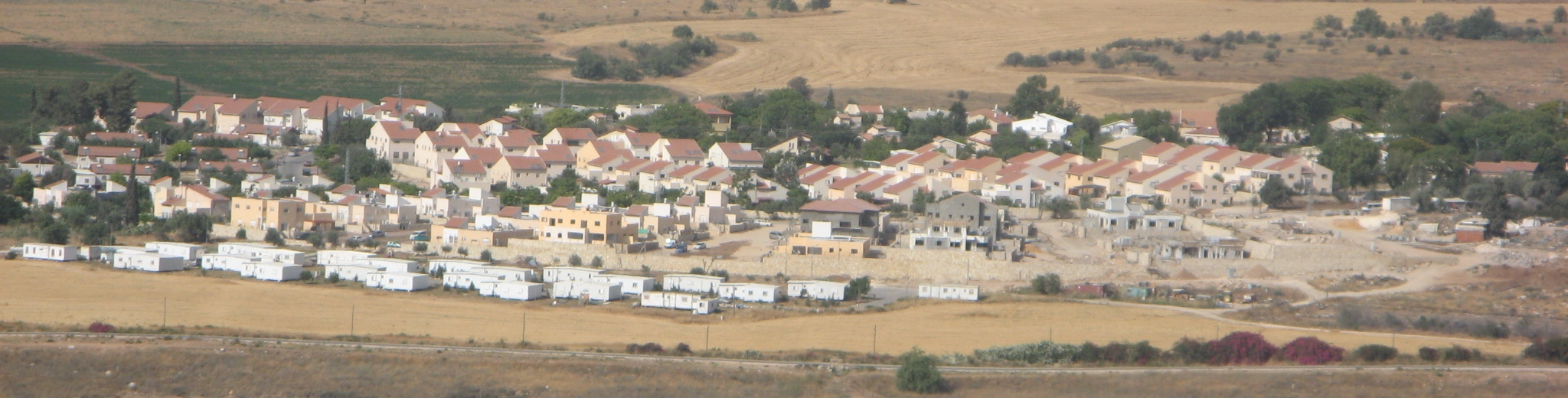
Mevo Horon